# 陳翠
陈翠（?—?），战国时期燕国官员。
前296年（周赧王十九年、燕昭王十八年、齐湣王五年），陈翠想要联合齐国、燕国，将要把燕昭王之弟送到齐国为人质，燕昭王同意。燕太后听说后大怒：“陈公不能帮人治理国家就算了，怎么还分离人家母子，老妇定要将他治罪才满意。”陈翠想要见太后，燕昭王说：“太后正对你生气，你等等吧。”陈翠曰：“没关系。”于是入见太后说：“太后为什么瘦了？”太后说：“幸有先王剩下的雁、鹜之肉可吃，不应该瘦。瘦是因为忧虑公子将要到齐国为质。”陈翠说：“人主爱孩子也，不如布衣更厉害。其实不但不爱子女，更不爱男孩子。”太后说：“为什么？”回答：“太后嫁女给诸侯，陪嫁千金，土地百里，以为她终身着想。今燕王想要封赐公子，百官守职，群臣效忠，说：‘公子无功，不当封。’今燕王之以公子为人质，目的就是以公子立功而封赐。太后不听，臣于是知道人主不爱男孩子更厉害。所幸太后与燕王健在，所以公子尊贵；太后千秋之后，燕王抛弃国家，而太子即位，公子比布衣都不如。所以如果太后与燕王在时不封赐公子，公子则终身不得封赐了。”太后说：“老妇不知长者之计划。”于是命公子备车制衣作为远行用具。
陈翠与触龙的事迹非常相似，《战国策》叙述的词句也大同小异。